# Ејвинд Јонсон
Ејвин Јонсон (швед. Eyvind Johnson; Боден, 29. јул 1900 — Стокхолм, 25. август 1976), био је шведски књижевник и добитник Нобелове награде за књижевност 1974. године. Најзначајнија дела су му „Час његове милости“, „Олоф се смеши животу“ и „Снови о ружама и огњу“.